# Симела Цесельська
Симела Цесельська (пол. Symela Ciesielska; нар. 7 листопада 1990, Вроцлав, Польща) — польська футболістка, півзахисниця. Виступала за молодіжну жіночу збірну Польщі (WU-19).

## Життєпис
Свою футбольну кар'єру розпочала у КС АЗС Вроцлав, з яким згодом виграла чемпіонат Польщі. У 2007 році перейшла до «Медика» (Конін), з яким досягла успіху на внутрішній та міжнародній арені, зокрема: чемпіонат Польщі серед юніорів та Клубний чемпіонат світу серед молоді; віце-чемпіонат Польщі та Кубок Польщі.
У 2012 році вона вирішила знову повернутися до Вроцлава, де почала навчання в Академії фізичного виховання. Разом з Вроцлавом вона зуміла здобути бронзу Екстраліги, а також стати фіналісткою Кубку Польщі 2014 року. У фіналі національного кубку поступилася конинському клубу (2:3). У липні 2014 року переїхала до Німеччини, де почала виступати за клуб «Армінію» (Білефельд). Разом з білефільдським клубом виграла Регіоналлігу Захід 2015 та вийшла до Другої Бундесліги (Північ). Починаючи з сезону 2017/18 року захищала кольори «Дуйсбурга».
Викликалася до дівочої збірної Польщі (WU-17) (6 матчів) та жіноча молодіжна збірну Польщі (WU-19) (7 матчів). 17-27 липня 2007 року брала участь у жіночому молодіжному чемпіонаті Європи WU-19 (Ісландія 2007).

## Досягнення
- Екстраліга
  -  Чемпіон (1): 2007
  -  Срібний призер (3): 2008, 2010, 2011

- Кубок Польщі
  -  Володар (2): 2007, 2008